# Helga Schubert

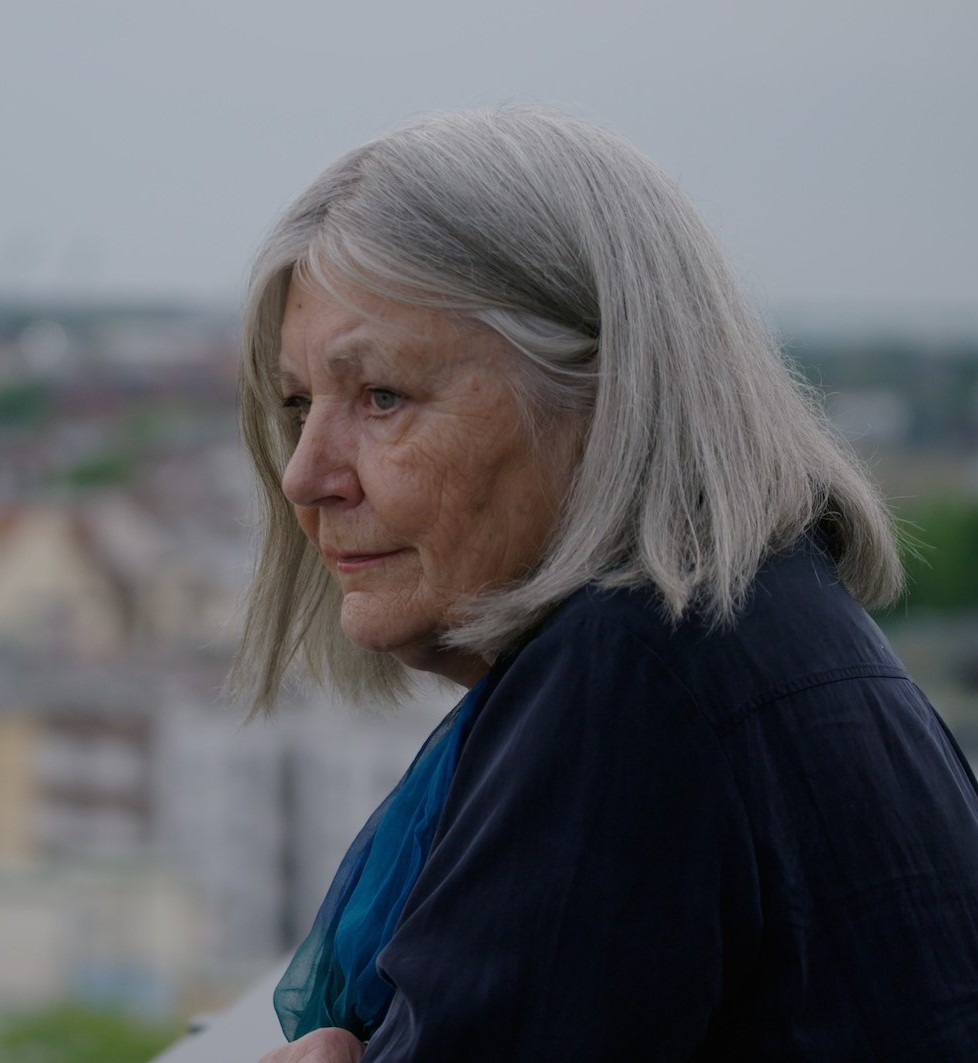
Helga Schubert en la película 'Sonntagskind', del año 2023

Helga Schubert, seudónimo de Helga Helm (Berlín, 7 de enero de 1940), es una escritora y psicóloga alemana.

## Vida
Se crio en Berlín Este, hija de una economista que trabajaba de bibliotecaria y de un asesor de justicia (Gerichtsassessor). Aprobó su examen de bachillerato y trabajó durante un año en una cadena de montaje. Entre 1958 y 1963 estudió psicología en la Universidad Humboldt de Berlín. Trabajó en psicología clínica, entre los años 1963 y 1977 como ocupación principal, y entre 1977 y 1987 como ocupación secundaria. Hasta 1973 trabajó en psicoterapia de adultos, y entre 1973 y 1977 colaboró en la Universidad Humboldt con la intención de obtener el doctorado, que finalmente no consiguió. Entre 1977 y 1987 colaboró en la formación de terapeutas del lenguaje y en un consultorio matrimonial en Berlín. En 1977 empezó a desempeñarse como escritora independiente. Entre diciembre de 1989 y marzo de 1990 fue portavoz independiente de prensa de la mesa redonda central en Berlín Este. En la actualidad reside junto con el pintor y profesor de psicología clínica Johannes Helm en Neu Meteln, junto a Schwerin.
Helga Schubert, que empezó a escribir en la década de 1960, publicó en la República Democrática Alemana (RDA) una serie de libros de texto en prosa para niños. También escribió piezas radiofónicas, piezas teatrales, escenarios de películas y obras para la televisión. Después de Die Wende fue conocida principalmente por su trabajo documental Judasfrauen.
Miembro desde 1976 de la Schriftstellerverband der DDR y desde 1987 del PEN Club Internacional de la RDA (a partir de 1991 lo fue del PEN Club Internacional de Alemania), en 1987 fue miembro del jurado del premio Ingeborg Bachmann. Ha recibido los siguientes premios: premio al guion del Nationales Spielfilmfestival der DDR por Die Beunruhigung (1982), Premio Heinrich Greif (1983), Premio Heinrich Mann (1986), Doctora honoris causa por la Universidad Purdue (1991) y el Premio Hans Fallada (1993).
En junio del año 2020 le conceden el premio Ingeborg Bachmann de literatura en lengua alemana.

## Obra
- Der Generalstreik Februar - März 1919 in Mitteldeutschland (1958)
- Lauter Leben. Geschichten (1975)
- Bimmi und das Hochhausgespenst (1980)
- Bimmi und die Victoria A (1981, junto a Jutta Kirschner)
- Die Beunruhigung. Filmszenarium (1982)
- Bimmi und der schwarze Tag (1982, junto a Jutta Kirschner)
- Das verbotene Zimmer. Geschichten (1982)
- Das Märchen von den glücklichen traurigen Menschen (1982)
- Bimmi und ihr Nachmittag (1984, junto a Jutta Kirschner)
- Blickwinkel. Geschichten (1984)
- Anna kann Deutsch. Geschichten von Frauen (1985)
- Und morgen wieder ... (1985)
- Schöne Reise. Geschichten (1988)
- Über Gefühle reden? (1988)
- Gehen Frauen in die Knie? (1990, junto a Rita Süssmuth)
- Judasfrauen. Zehn Fallgeschichten weiblicher Denunziation im Dritten Reich (1990)
- Bezahlen die Frauen die Wiedervereinigung? (1992, junto a Rita Süssmuth)
- Bimmi vom hohen Haus (1992, junto a Cleo-Petra Kurze)
- Die Andersdenkende (1994)
- Das gesprungene Herz. Leben im Gegensatz (1995)
- Die Welt da drinnen. Eine deutsche Nervenklinik und der Wahn vom »unwerten Leben« (2003)